# Cicurina arcuata
Cicurina arcuata är en spindelart som beskrevs av Eugen von Keyserling 1887. Cicurina arcuata ingår i släktet Cicurina och familjen kardarspindlar. Inga underarter finns listade i Catalogue of Life.